# Invisible (canción)
«Invisible» es una canción interpretada por Ashlee Simpson, lanzada cómo sencillo en el verano de 2006. La canción fue originalmente grabada por la banda Jaded Era; a la fecha, es el primer sencillo de Simpson que no coescribió. Aunque fue dicho que la canción estaría incluida en un relanzamiento del álbum platino de Simpson I Am Me, esto no ocurrió. Aparece cómo bonus track en algunas ediciones de su tercer álbum Bittersweet World.

## Grabación
En una entrevista Simpson dijo que la canción era sobre todo sobre tener una fuerza emocional y cómo ella lo ha aprendido en previas experiencias (los incidentes de Saturday Night Live y Orange Bowl) de levantar sus pedazos del suelo y mantener su cabeza en alto; de acuerdo a Simpson, "Invisible" reflejan esos momentos, dónde ha recogido sus piezas completamente en orden de su éxito. "Es básicamente sobre mi vida, sobre encontrar las fuerzas para levantarse y seguir peleando, que creo que todos tratan con eso todos los días", Simpson dijo de la canción. En un vídeo de una parte del proceso de grabación de la canción, en la que es vista trabajando con Ron Fair, Fair describe cómo aprovechó a Simpson con la canción, que él pensaba que sería un "ajuste perfecto" para ella; tuvo la canción cerca de dos años y eligió grabarla. Fair dijo que aunque Simpson es una compositora, incluso los grandes artistas han presentado canciones escritas por otros.
"Invisible" primero apareció en abril de 2006 cómo una muestra en la página oficial de Simpson, y en junio/julio de 2006 la revista Teen People mencionó en un artículo que "Invisible" estaría incluida en un relanzamiento de su álbum I Am Me. La versión de "Invisible" de Simpson, tiene algunas diferencias de la versión lírica de Jaded Era: la línea "but maybe you're not lost at all" fue cambiado a "when maybe", y "they will see you" fue usado en lugar de "they won't see you."

## Lanzamiento comercial
"Invisible" fue lanzado por descarga digital en julio de 2006, semanas después del lanzamiento de radio oficial. Entró a la lista U.S. Billboard Hot 100 en el número 28, el debut más alto de la semana y el debut más alto en la carrera de Simpson. Una semana después llegó al número 21. Rápidamente cayó en las listas, sin embargo, lo que puede ser la razón es que I Am Me no fue relanzado con "Invisible" cómo estuvo planeado.
"Invisible" estuvo incluido en la quinta canción del álbum recopilatorio de Nickelodeo's Kid's Choice, Volumen 2, lanzado en febrero de 2007. También fue presentando cómo la decimosexta pista en el Soundtrack Bratz Motion Picture, que fue lanzado el 31 de julio de 2007. Fue lanzado físicamente y oficialmente por primera vez como bonus track en la mayoría de las ediciones (no en Estados Unidos) en su nuevo álbum Bittersweet World".

## Lanzamiento
| País                  | Fecha               |
| --------------------- | ------------------- |
| Estados Unidos iTunes | 4 de julio de 2006  |
| Estados Unidos        | 18 de julio de 2006 |

## Vídeo Musical
El vídeo musical para "Invisible" aparece Simpson boxeando, con escenas que fueron inspiradas en la película de 2004 Million Dollar Baby y fue grabado en el mismo lugar que la película. El vídeo fue dirigido por Marc Webb, quién también dirigió el vídeo de Simpson "Boyfriend", y fue filmado el 23 de mayo y 24 de mayo de 2006, en Los Ángeles, California. Simpson tuvo que entrenar para el vídeo.
El vídeo está en blanco y negro, Simpson dijo que fue porque le dio al vídeo "una sensación arenosa en bruto"; Webb se refiere al blanco y negro para darle al vídeo una calidad mítica. En el vídeo, Simpson es inicialmente derribada por su oponente, pero ella ve a una pequeña niña en la multitud (quién está en color, a diferencia del resto del vídeo) quién la inspira a levantarse de nuevo y ganar la pelea; Simpson dijo que se podía relacionar con esto porque sus fanes han permanecido a su lado de la misma manera.
El vídeo mostró una nueva imagen para Simpson, con el pelo más largo comparado con sus otros vídeos de I Am Me, cómo también se ha dicho de tener una nariz más delgada debido a la operación que se informó que se la había hecho en el mes antes de que el vídeo fuera filmado.
El vídeo se le dio un "Vistazo" en MTV Total Request Live en junio, y se estrenó el 19 de junio; un episodio de Making the Video sobre su filmación. El vídeo debutó en TRL countdown el 20 de junio en el número 8 (su mayor debut hasta la fecha); llegó al número uno en su decimoquinto día en la cuenta regresiva, el 20 de julio, haciendo el cuarto vídeo de Simpson en llegar a la cima en TRL. Durante este período fue nominado en MTV Video Music Awards de 2006, por "Mejor Cinematografía". El vídeo estuvo en la cuenta regresiva por última vez el 23 de agosto, posteriormente cayéndose 33 días después.

## Posicionamiento
| Listas (2006)          | Posición |
| ---------------------- | -------- |
| U.S. Billboard Hot 100 | 21       |
| U.S. Billboard Pop 100 | 9        |